# Las Tejerías
Las Tejerías es una ciudad del estado Aragua, en Venezuela, capital del municipio Santos Michelena. Tiene una población de 54.392 habitantes.

## Localización
Se encuentra a 510 m s. n. m.  en la zona transicional entre la cordillera de la Costa y los valles de Aragua. Sus orígenes se remontan a finales del siglo XIX, vinculados a la construcción del ferrocarril Caracas-Valencia. Las Tejerías —tal nombre se debe, supuestamente, a que existía en el sitio una alfarería  donde fabricaban tejas, ladrillos, adobes, etc.—, desde el inicio de su fundación, el 29 de julio de 1904 (120 años). Fue capital del municipio Castro, hasta el año de 1910, cuando pasa a ser Municipio Foráneo Las Tejerías, capital Las Tejerías, y el 23 de octubre de 1986, toma el nombre de Municipio Santos Michelena y sigue siendo su capital Las Tejerías, desde esta fecha goza de autonomía.
Hasta 1986 formaba parte del Distrito Ricaurte, cuando la figura de los distritos desapareció y se dividieron en municipios autónomos.

## Comunicaciones
Punto nodal donde convergen la carretera Panamericana y la Autopista Regional del Centro, tiene fácil comunicación con el resto del país y en especial con la ciudad de Los Teques. 

## Economía local
La economía del lugar se sustenta en las actividades industriales, donde destacan las agroindustrias y las manufactureras. Existe un desarrollo agropecuario de cría de ganado porcino y cultivo de la caña de azúcar, pero los paisajes industriales y urbanos han sustituido a los fértiles espacios agrícolas tradicionales.

## Historia

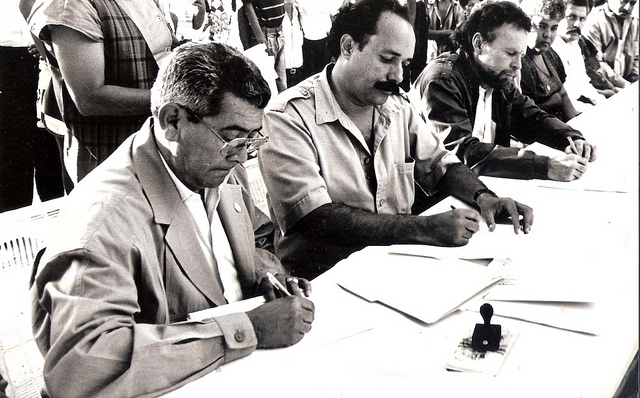
El Gobernador Carlos Tablante Hidalgo en Las Tejerias Junto al Alcalde Jesus Morao.

El 28 de septiembre de 1993 tuvo lugar un siniestro en la Autopista Regional del Centro, producto de la rotura accidental del gasoducto contiguo a dicha arteria vial. Este evento se recuerda en la opinión pública venezolana desde entonces como la Tragedia de Las Tejerías, que arrojó un saldo de 53 personas fallecidas y 70 heridos. En 2003 ocurre el Accidente de Provegran dejando 9 muertos.

### Deslave de 2022

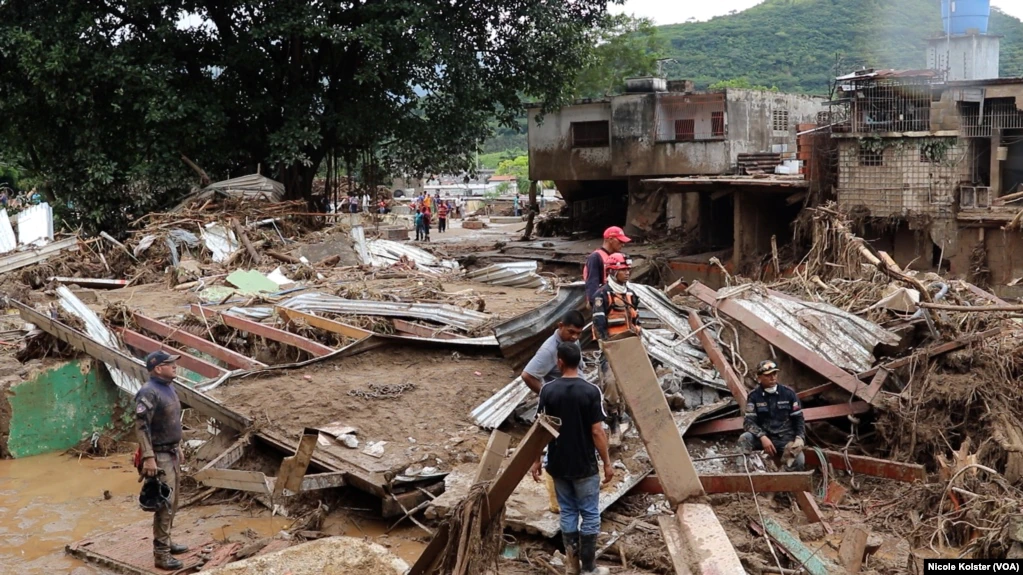
Las Tejerías luego de la inundación el 9 de octubre de 2022.

En la noche del 8 de octubre de 2022, la quebrada Los Patos se desbordó por fuertes precipitaciones de agua, ocasionando un deslave. Al día siguiente se confirmaron oficialmente 43 muertos y más de 50 desaparecidos. Nicolás Maduro decretó tres días de duelo a raíz de la tragedia. Delcy Rodríguez, vicepresidenta ejecutiva de Venezuela visitó el lugar, para evaluar y organizar equipos ante el desastre natural y así atender a los afectados.

## Zona industrial
Las Tejerías cuenta con dos zonas industriales de gran relevancia para el estado Aragua, posicionándose como la tercera zona industrial per cápita en Venezuela. En su territorio operan diversas empresas de importancia nacional, entre ellas Mack de Venezuela, Galletera Puig, Concrecasa, La Montserratina y la ensambladora de vehículos Chery.